# Wii遙控器
Wii遙控器是任天堂遊戲主機Wii的主要控制器（搖桿）。Wii遙控器的外型為棒狀，就如同電視遙控器一樣，可單手操作。除了像一般遙控器可以用按鈕來控制，它還有兩項功能：指向定位及動作感應。前者就如同光線槍或滑鼠一般可以控制螢幕上的游標，後者可偵測三維空間當中的移動及旋轉，結合兩者可以達成所謂的「體感操作」。玩者可以透過移動和指向來與電視螢幕上的虛擬物件產生互動，此外也可藉由連接擴充設備延伸控制器的功能。
Wii遙控器在遊戲軟體當中可以化為球棒、指揮棒、鼓棒、釣魚桿、方向盤、劍、槍、手術刀、鉗子……等工具，使用者可以揮動、甩動、砍劈、突刺、迴旋、射擊……等各種方式來使用。體感操作的概念在以往的遊戲中已經出現過，但它們通常需要專用的控制器；將體感操作列入標準配備，讓平台上的所有遊戲都能使用指向定位及動作感應，則可說是Wii的創舉。
Wii遙控器在2005年9月17日於東京電玩展上發表。由於其獨特的功能以及與傳統遊戲控制器有很大的不同，Wii遙控器在公開後受到許多關注。

## 設計
Wii遙控器的設計並不是基於目前電子遊樂器使用的傳統控制器（gamepad），而是一支單手操作的遙控器，而一般不常接觸電玩遊戲的人對於遙控器造型也較為熟悉。遙控器的造型設計十分適合用來指向、揮動，因此能讓動作偵測感應變得更加直覺化，此外也能夠讓非遊戲族群的人士覺得容易使用。
Wii遙控器利用短頻的藍牙電波與遊戲主機連接，最多可同時使用4支Wii遙控器，最遠感應距離為遊戲主機外10公尺（約30英尺）。但是若要精準的使用指向功能，必須在距離光學感應條5公尺內使用。Wii遙控器可適用於左手或右手。Wii遙控器也可以水平的方式使用，如同「Family Computer」遊樂器的控制器一樣。而在某些遊戲中也可以當作方向盤使用（例如《狂飆卡車》和《音速小子與秘密的戒指》）。任天堂也曾經提出玩者雙手各持一支Wii遙控器進行遊戲的概念，可用在例如拳擊等遊戲上（並不是指《Wii Sports》中的拳擊遊戲）。
因Wii遙控器使用了通用性强的蓝牙作无线连接部分，所以也可很方便的和电脑连接。电脑里安装GlovePIE这个软件转换Wii遙控器动作为键盘、鼠标动作。Wii遙控器能轻松当一个电脑空中鼠标，一个游戏手柄，或一个遥控器。

### 電力來源
目前的Wii遙控器是使用兩顆AA乾電池作為電力來源，依運用方式不同可提供約30-60小時的使用時間。而任天堂官方沒有公佈會提供可重複充電的Wii遙控器。根據一篇任天堂工業設計師藍斯·巴爾（Lance Barr）的專訪，由於Wii遙控器底部擴充連接插槽的限制，不太可能內建可重複充電的電池。雖然說明書上不建議使用充電式電池，但根據任天堂的支援網站，可以使用鎳氫充電式電池。

## 雙節棍

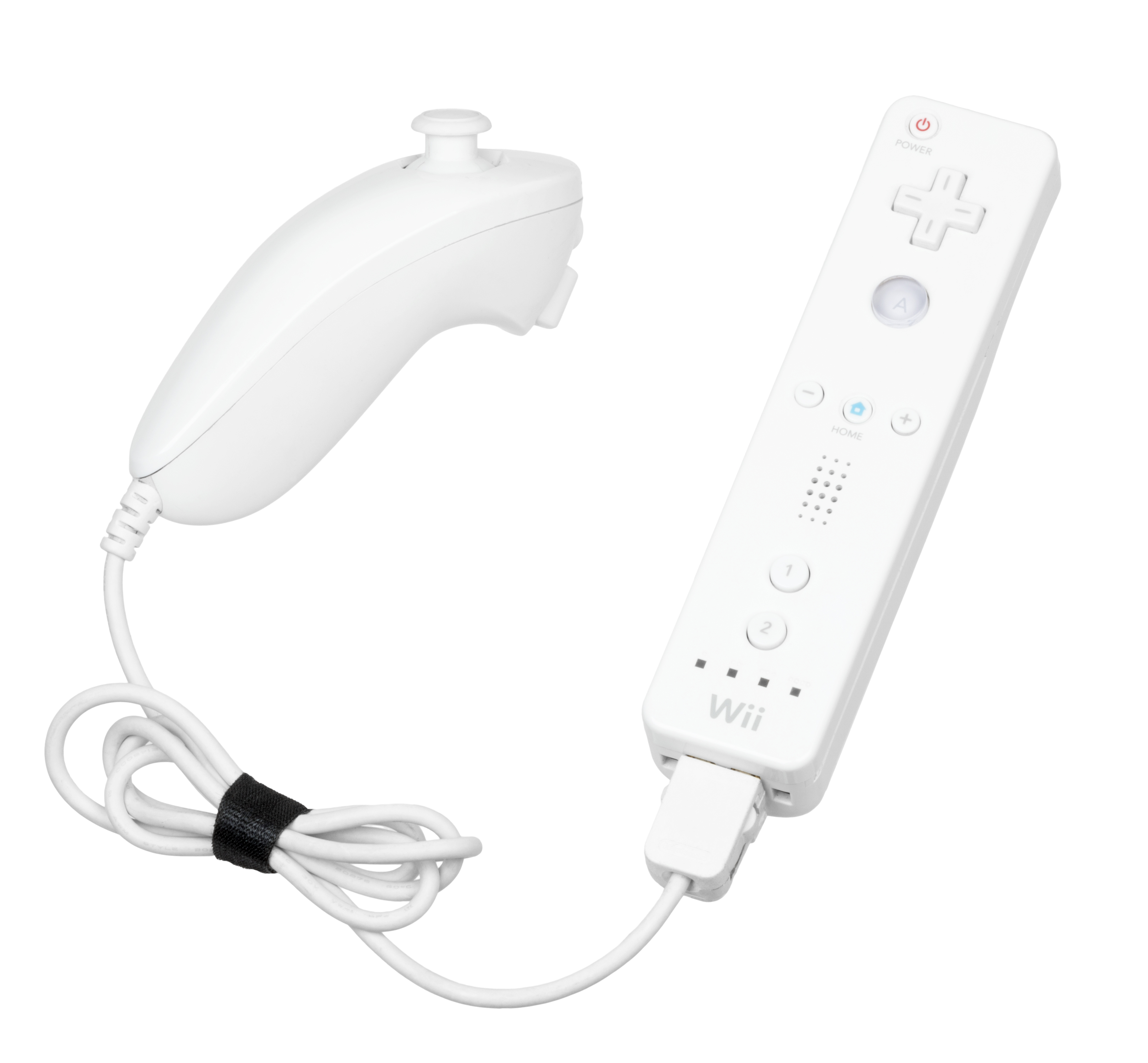

英文Nunchuk，俗稱雞腿手柄。連在Wii遙控器上。

## Wii經典手柄

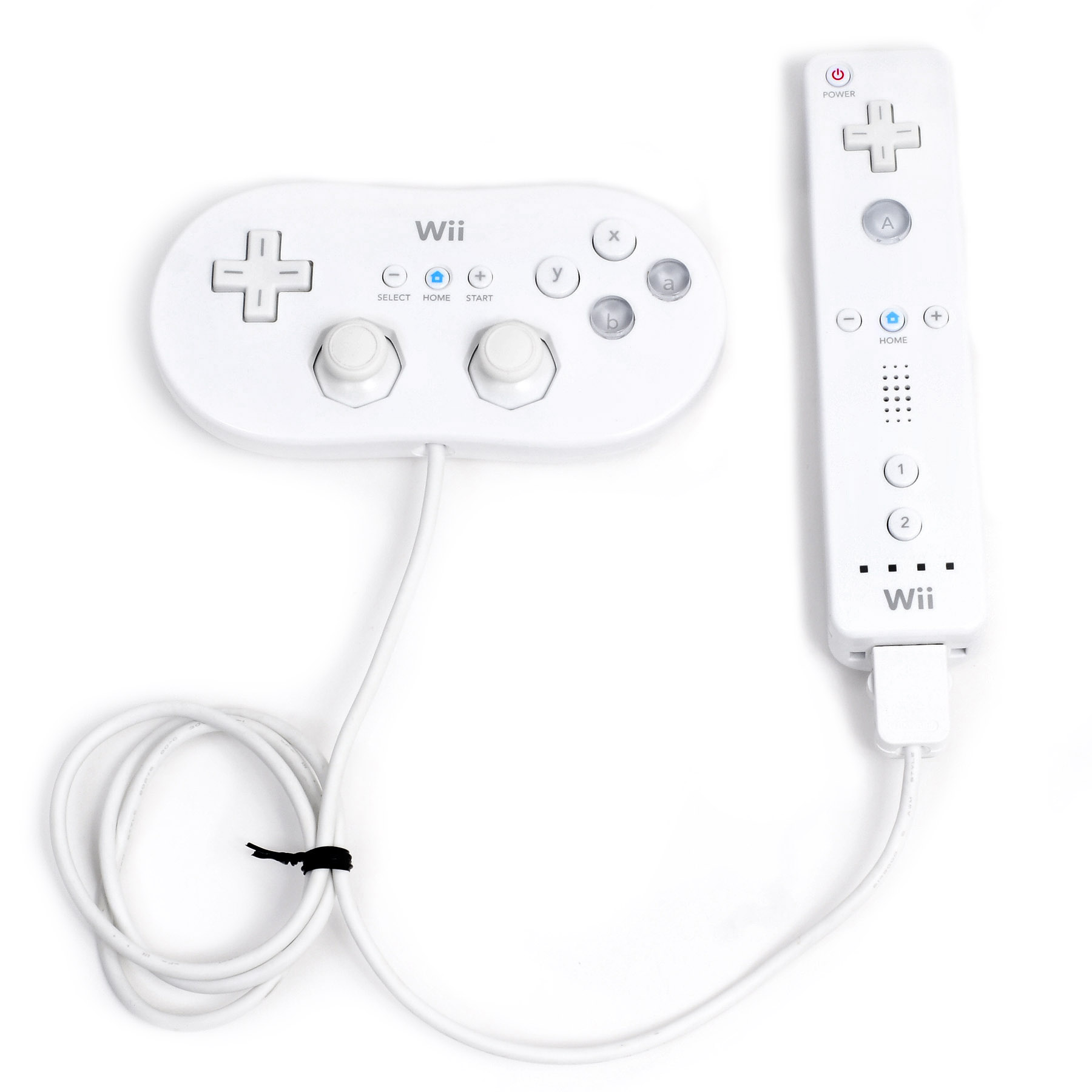
Wii經典手柄(左)連在Wii遙控器(右)

兼容經典手柄的遊戲列表：List of Wii games with traditional control schemes
Pro版本帶兩個把手，俗稱牛角手柄。

## Wii 動感強化器

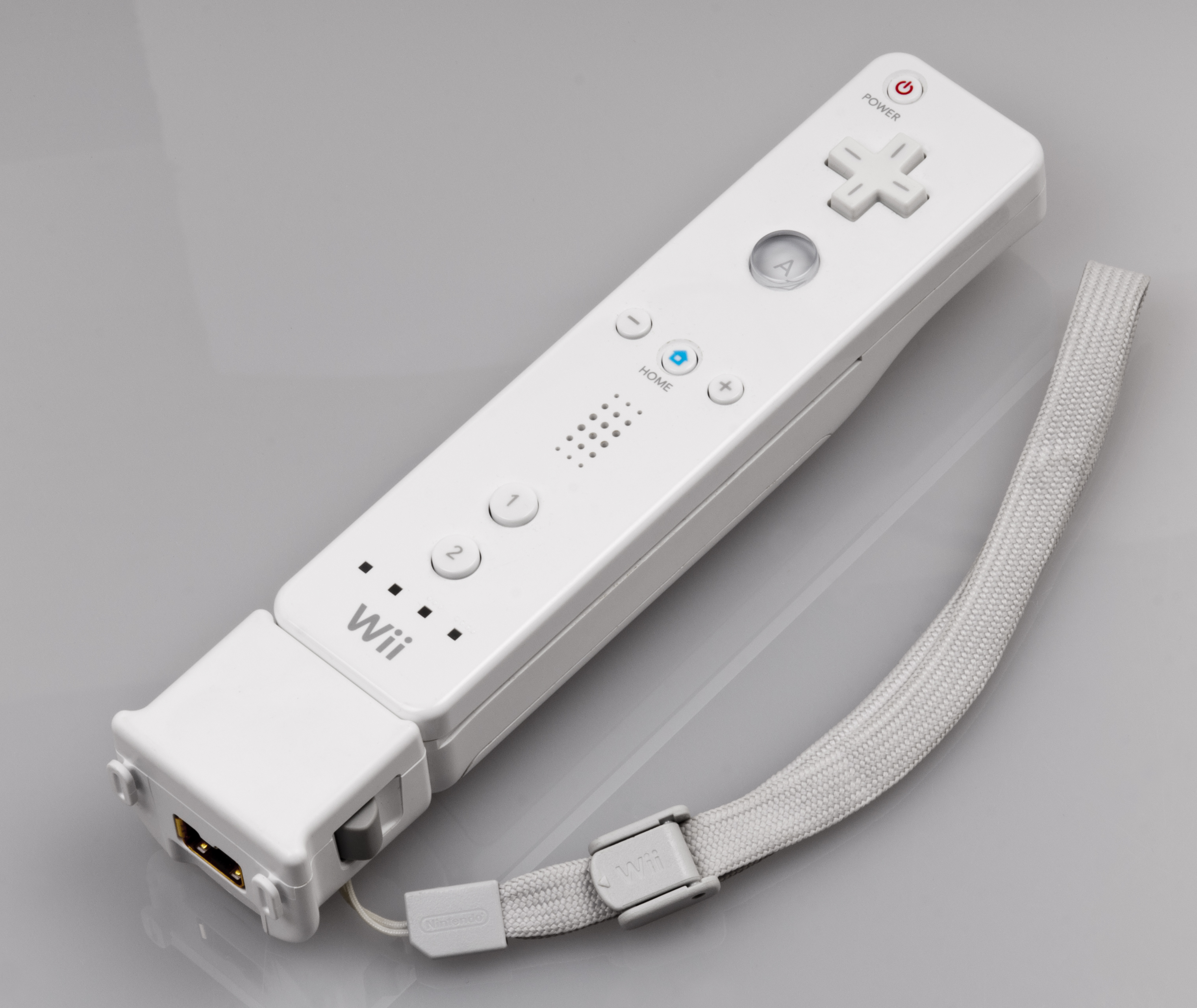
動感強化器插在遙控器上

任天堂公佈，於2010年11月11日發表Wii 遙控器加強版，在Wii遙控器內建Wii 動感強化器，形狀、大小和售價不變，但尾端增加Wii Motion plus INSIDE的字樣。
支持動感強化的遊戲列表：
1.Wii運動 度假勝地
2.Wii遙控器Plus 動感歡樂組合
3.薩爾達傳說 天空之劍
List of games that support Wii MotionPlus